# Corona de amor y muerte
Corona de amor y muerte es una obra de teatro en tres actos del dramaturgo español Alejandro Casona, estrenada en 1955.

## Argumento
De carácter histórico, la obra se centra en el personaje de Doña Inés de Castro y su relación con el Infante don Pedro, heredero de la corona de Portugal. Éste se ha comprometido en un enlace de carácter político con Constanza Manuel de Villena. El problema surge cuando el infante reconoce estar enamorado de doña Inés con la que ha tenido ya tres hijos.

## Representaciones destacadas
- Teatro Odeón, Buenos Aires, 8 de marzo de 1955.
  - Intérpretes: Carlos Cores (Pedro), Elina Colomer (Inés de Castro), Isabel Pradas (Constanza de Castilla), Blanca Tapia (Amaranta), Pepita Serrador (Leonor), Violeta Antier (Elvira), Francisco López Silva (El rey Alfonso), Carlos Alberto Tapia (Infante Juan), Juan Carlos Palma (Maestre de Campo), Julián Bourges (Fragoso), Mario Chaves (Pacheco), Fernando Sala (Coello), Roberto Machado (Alvar).

- Plaza de la Catedral, Toledo, 6 de junio de 1966. Estreno en España.
  - Dirección: José Tamayo.
  - Escenografía: Emilio Burgos.
  - Intérpretes: José María Rodero (sustituido luego por Carlos Ballesteros) (Pedro), Marisa de Leza (Inés de Castro), Esperanza Grases (Constanza de Castilla), Gabriel Llopart, Manuel Fernández, Elsa Díez, José Sacristán, Álvaro Fontana, Antonio Puga.

- Televisión, en el espacio Estudio 1, de TVE. 1 de noviembre de 1967.
  - Dirección: Gustavo Pérez Puig.
  - Intérpretes: Rafael Arcos (Don Pedro), Mara Cruz (Doña Inés), Ana María Vidal, Vicente Haro, José Bódalo, Mercedes Prendes, Carmen Rossi, Pedro Mari Sánchez, Álvaro de Luna.

- Teatro Español, Madrid, 2003.
  - Dirección: Mara Recatero.
  - Intérpretes: Ramón Langa (Pedro), Abigail Tomey (Inés de Castro), Roxana Esteve (sustituida por Paula Sebastián), Miguel Palenzuela (rey Alfonso), Francisco Piquer (Maestre de Campo), Ana María Vidal (Amaranta).